# Jean Renaud (ligue Solidarité française)
Pour les articles homonymes, voir Jean Renaud et Renaud (homonymie).
Le commandant Jean Renaud (né Jean-Jacques Ernest Renaud à Toulouse le 18 mai 1880 et mort à Paris le 5 mai 1952) est un militaire, écrivain colonial, journaliste et homme politique français.

## Biographie
Après des études au lycée de Toulouse, bachelier, il s'engage au 1er régiment d'artillerie coloniale et va au Dahomey comme maréchal des logis. Entré à l'école de Versailles[pas clair], il en sort sous-lieutenant d'artillerie. Lieutenant en 1907, il a été de 1910 à 1914, l'officier d'ordonnance du gouverneur général d'Indochine, Albert Sarraut. 
Il est capitaine en mars 1914, puis finit chef d'escadron. Affecté à l'état-major de la 3e brigade (2e DI) d'octobre 1914 à mars 1915, il est fait chevalier de la Légion d'honneur et titulaire de quatre citations.

## Romancier et journaliste
Il est l'auteur d'études, sur le Maroc ou sur le Laos, parmi d'autres pays, de textes sur les soldats de la coloniale (Héroiques fripouilles) et la guerre (Qui vive ? La tranchée ! et La Tranchée rouge. Feuilles de route, septembre 1914-mars 1916, en 1916), de nouvelles, et de nombreux romans, pour la plupart des romans coloniaux, tel Mirages d'exil en 1914. Il est d'ailleurs titulaire du grand prix de littérature coloniale en mai 1931, pour l'ensemble de son œuvre coloniale. Après la guerre de 1939-1945, il publie encore des romans coloniaux, tels La Sultane blanche en 1947, un ouvrage en 1949 intitulé Ho-Chi Minh, Abdel Krim et Cie et la même année Agonie de Vichy.
Après la Première Guerre mondiale, il dirige au Maroc, à Casablanca, un quotidien, La Presse marocaine. Il collabore à L'Autorité, au périodique destiné aux anciens combattants les Étincelles de Marcel Bucard, au quotidien L'Ami du Peuple lancé par François Coty.

## Solidarité française
Proche des Ligues dès 1932, il dirige dans les années 1930 une des ligues nationales d'extrême droite, la Solidarité française, fondée par François Coty.

## Distinction
- Prix Taylor de la Société des Gens de Lettres en 1922[7]